# Soumar (míssil)
El Soumar (persa: سومار) és un míssil de creuer iranià de llarg abast. El míssil va rebre el seu nom en honor d'un llogaret anomenat Soumar, els habitants del qual van morir quan el règim iraquià de Saddam Hussein va atacar el llogaret amb armes químiques. És molt probable que el míssil derivi del Kh-55 soviètic/rus, diversos dels quals van ser venuts il·legalment a l'Iran per Ucraïna el 2001.

## Història
Segons Jonathan Ruhe i Blake Fleisher del Centre Gemunder per a la Defensa i l'Estratègia (part de l'Institut Jueu per a Assumptes de Seguretat Nacional, Washington D. C.), els míssils de creuer amb capacitat nuclear, com el Soumar, van ser passats per alt al Pla d'Acció Integral Conjunt (JCPOA) sobre el programa nuclear de l'Iran i la Resolució 2231 del Consell de Seguretat de l'ONU.
El 2015 es va presentar un míssil de creuer de llarg abast amb el nom de “Soumar”. El disseny s'assembla molt al Kh-55 que l'Iran va adquirir d'Ucraïna el 2001. A causa de les similituds, els mitjans han especulat que el seu abast és entre 2000 i 3000 km.
El 2 de febrer de 2019, l'Iran va presentar el míssil de creuer Hoveyzah, un míssil terra-terra amb un abast de més de 1.350 quilòmetres durant les celebracions del 40. º aniversari de la revolució islàmica de 1979.
El 2 de febrer de 2023 va ser presentat i exhibit al públic el seu derivat Paveh.